# Eduard Simon
Johann Eduard Simon (Berlín, 18 de septiembre de 1789 - 19 de junio de 1856) fue un boticario en Berlín, Alemania.
Eduard descubrió accidentalmente el poliestireno en 1839. Simon destiló una sustancia oleosa del estorax, la resina del árbol de Sweetgum, Liquidambar orientalis, a la que llamó "styrol". Varios días después descubrió que el estirol se había espesado, probablemente debido a la polimerización, en una gelatina que denominó óxido de estirol ("Stryroloxyd").